# モンテー
モンテー(Monthey) は、スイス南部ヴァレー州モンテー郡の基礎自治体 (コミューン・ミュニシパル)  。ローヌ川渓谷の西、レマン湖の南に当たる。
スイスの産業における重要な拠点の1つで化学メーカーのチバ・ガイギー（現ノバルティス）や金属メーカーのジオバノーラなどの工場がある。近郊にはウィンタースポーツの盛んなポルト・デュ・ソレイユ（en:Portes du Soleil）がある。出身者に世界的なジェットコースターデザイナーのBolliger & Mabillardがいる。2005年の冬にヨーロッパユースオリンピックフェスティバルの開催地に選ばれている。

## 姉妹都市

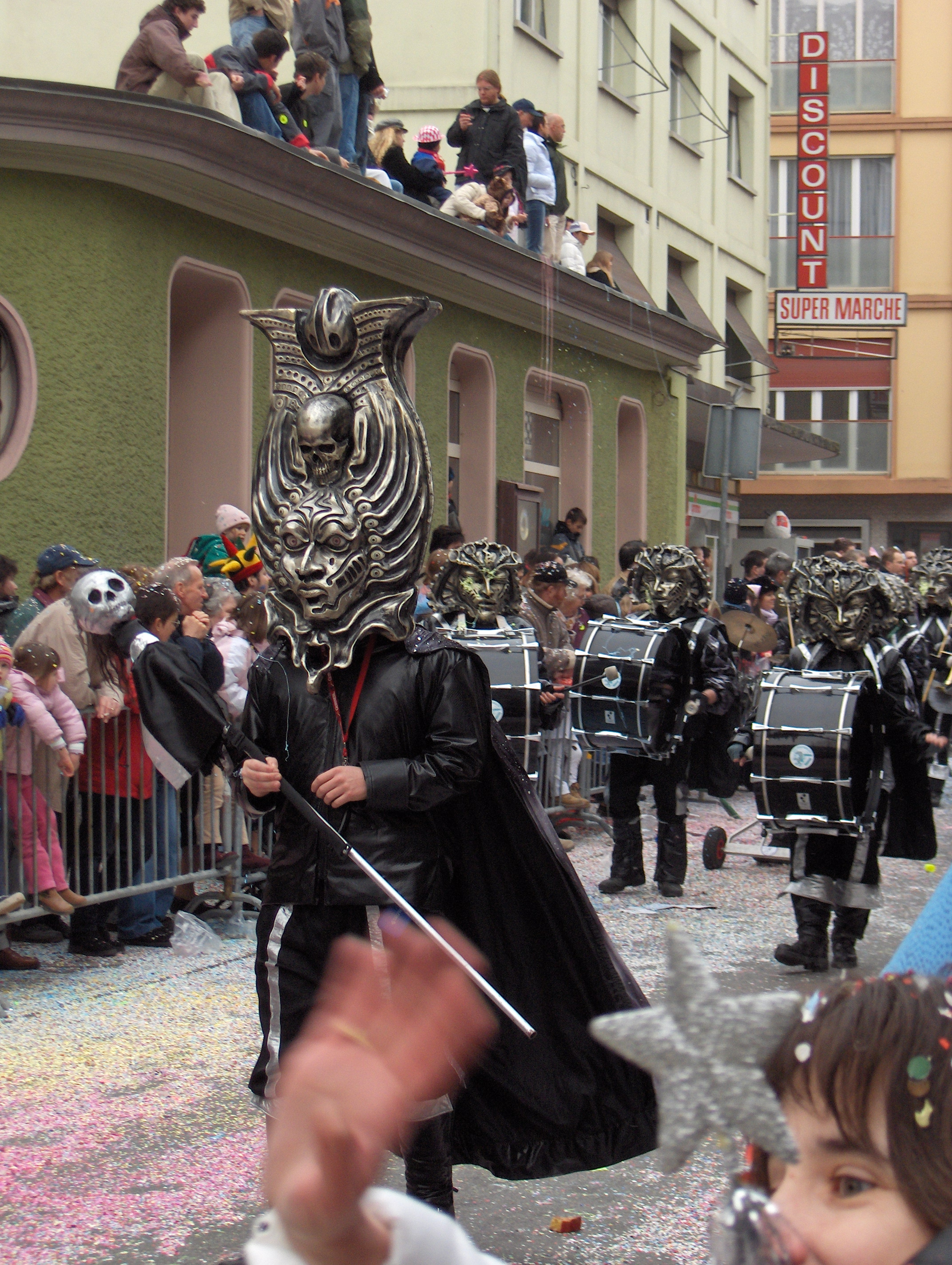
Carnival in Monthey (2007)

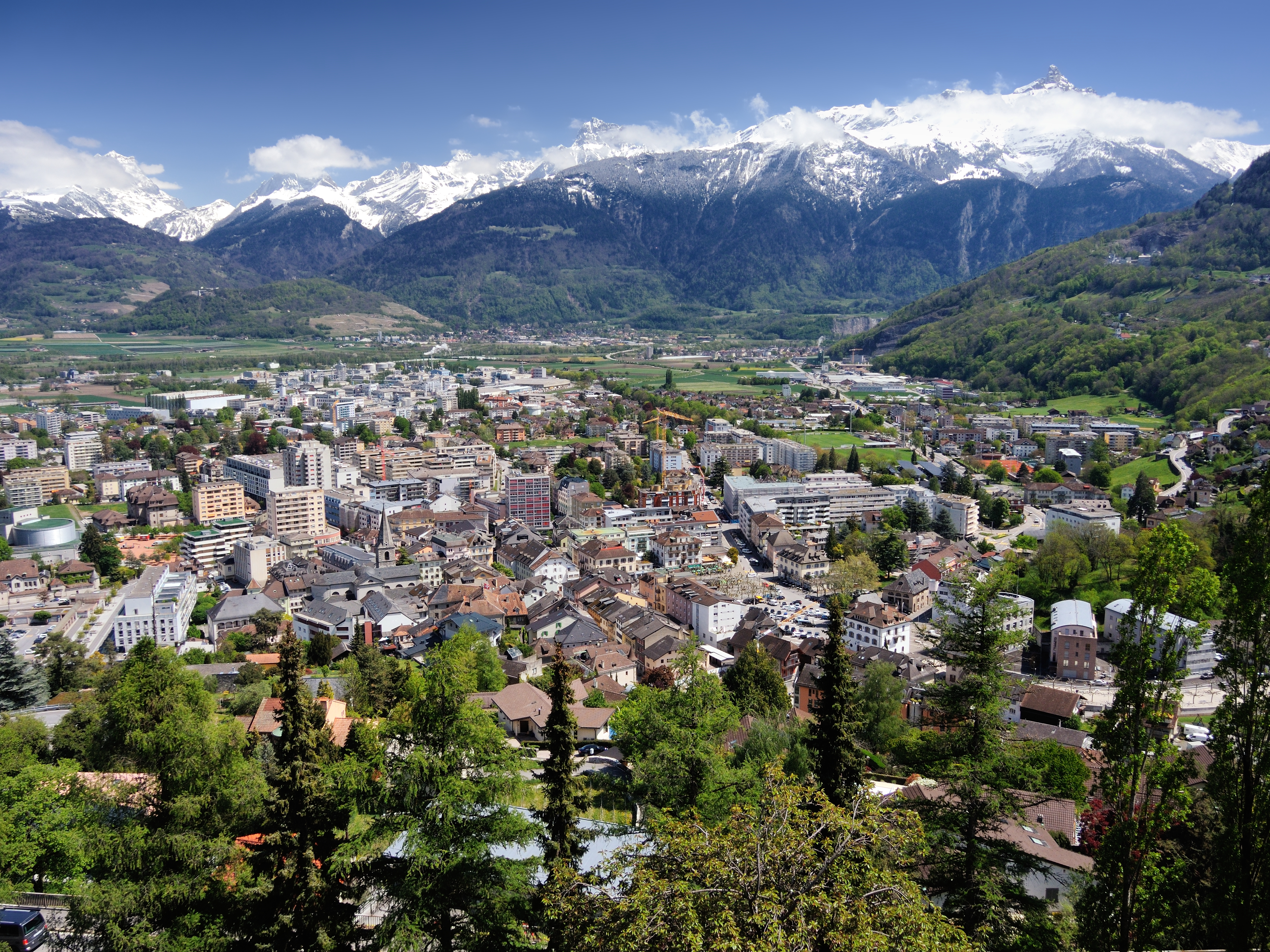
town centre

- テュービンゲン
- イヴレーア
- ディーキルヒ（en:Diekirch）